# ماگدبورگ ۵۵۷۳۵
سیارک ۵۵۷۳۵ (به انگلیسی: 55735 Magdeburg، نامگذاری:1987QV) پنجاه و پنج هزار و هفتصد و سی و پنجمین سیارک کشف شده‌است که در ۲۲ اوت ۱۹۸۷ کشف شد.